# Боливијска кинематографија
Боливијска кинематографија се састоји од филмова и видео снимака направљених у држави Боливије или од стране боливијских филмских стваралаца у иностранству. Иако је филмска инфраструктура у земљи премала да би се сматрала филмском индустријом, Боливија има богату филмску историју. Боливија константно производи дугометражне филмове од 1920-их, од којих су многи документарни или имају документарни приступ својој теми. Историчар филма Хосе Санчез-Х приметио је да је доминантна тема многих боливијских филмова домородачке културе и политичка репресија у земљи.

## Дигитална ера
Боливијска кинематографија се трансформисала са појавом дигиталних формата. Компјутерско уређивање омогућило је прављење мањих, јефтинијих продукција. То је довело до скока са просечне производње два дугометражна филма годишње на више од десет у 2010. години. Иако продукцијски буџети могу бити много мањи него у прошлости, независни филмски ствараоци и даље морају да се жртвују да би финансирали своје пројекте. Патрик Кордова, писац, режисер и продуцент  Erase una ves en Bolivia морао је да прода свој аутомобил да би завршио филм. Многи од снимљених филмова и даље су о социјалистичком реализму, али има и жанровских филмова и ауторског филма. Међу познатим режисерима су Хуан Карлос Валдивија, Едуардо Лопез и Алехандро Перејра.
Приступачни формати су такође омогућили Боливији да негује снажну аутохтону филмску заједницу. Образовни и продукцијски центар за кинематографију (CEFREC) је организација посвећена промовисању филмске и видео продукције међу аутохтоним народима у Боливији. Ијан Сањинес, син Хорхеа Сањинеса, основао је Центар 1989. CEFREC нуди техничку обуку о звуку, филмској продукцији, постпродукцији и писању сценарија за аутохтоне нације Ајамара, Гварани, Тринитатио и Квечуа. Један од аутохтоних филмских стваралаца који су укључени у CEFREC објашњава: „Видео служи као медиј за спасавање онога што наши баке и деде више не могу да кажу.

## Важни дугометражни филмови
- Corazón aymara (Aymara heart, 1925)
- La profecía del lago (The prophecy of the lake, 1925)
- El centenario de Bolivia (Bolivia's centennial, 1925)
- La gloria de la raza (The glory of the race, 1926)
- Wara-Wara (Aymara for "stars", 1929)
- Hacia la gloria (Towards glory, 1932)
- La campaña del Chaco (The Chaco campaign, 1933)
- Infierno verde (Green hell, 1936)
- Al pie del Illimani (At the feet of the Illimani, 1948)
- Detrás de los Andes (Behind the Andes, 1954)
- La vertiente (The spring, 1958)
- Ukamau (Aymara for "That's the way it is", 1966)
- Mina Alaska (Alaska mine, 1968)
- Yawar Malku (Blood of the Condor, 1969)
- Volver (To return, 1969)
- Viaje a la independencia por los caminos de la muerte (A trip to independence by the paths of death, 1970)
- Crimen sin olvido (Unforgotten crime, 1970)
- El coraje del pueblo (The Courage of the People, 1971)
- Patria linda (Beautiful country, 1972)
- El enemigo principal (The Principle Enemy, 1973)
- Pueblo chico (Small town, 1974)
- Señores generales, señores coroneles (Gentlemen generals, gentlemen colonels, 1976)
- La chaskañawi (Quechua for The woman with eyes like the morning star, 1976)
- Chuquiago (Aymara name for La Paz, 1977)
- Fuera de aquí (Get out of here, 1977)
- Los octavos juegos deportivos bolivarianos (The Eighth Bolivarian Sports Games, 1978)
- El embrujo de mi tierra (The bewitching of my country, 1978)
- El lago sagrado (The sacred lake, 1981)
- El celibato (Celibacy, 1981)
- Mi socio (My partner, 1982)
- Las banderas del amanecer (The flags of dawn, 1983)
- Amargo mar (Bitter sea, 1984)
- Los hermanos cartagena (The Cartagena brothers, 1985)
- Tinku, el encuentro (Tinku, the encounter, 1985)
- La nación clandestina (The Hidden Nation, 1989)
- Los igualitarios (The egalitarians, 1990)
- Viva Bolivia toda la vida (Long live Bolivia always, 1994)
- Para recibir el canto de los pájaros (To receive the song of the birds, 1995)
- Jonás y la ballena rosada (Jonah and the pink whale, 1995)
- Cuestión de fé (A matter of faith, 1995)
- Sayariy (Quechua for “Get up”, 1995)
- La oscuridad radiante (The shining darkness, 1996)
- El día que murió el silencio (The Day Silence Died, 1998)
- Escrito en el agua (Ever Changing Waters, 1998)
- Verse (Verse, 2009)